# Andrés Flores Condori

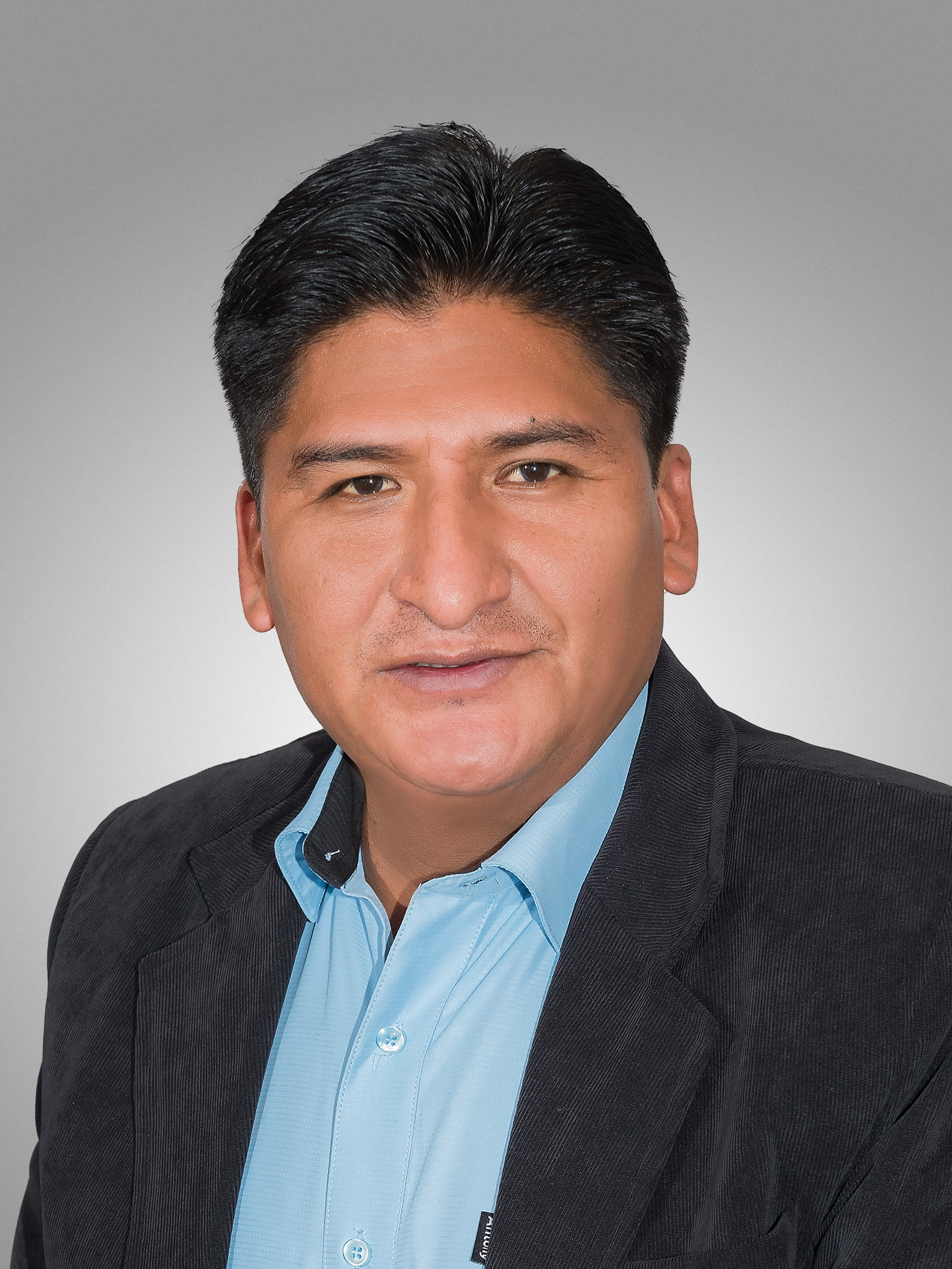
Andrés Flores Condori (2020)

Andrés Flores Condori (* 5. Februar 1978) ist ein bolivianischer Politiker des MAS-IPSP, der seit 2020 Mitglied des Abgeordnetenhauses von Bolivien ist.

## Leben
Andrés Flores Condori wurde bei der Parlamentswahl am 18. Oktober 2020 für den MAS im Wahlkreis C-16 im Departamento La Paz zum Mitglied des Abgeordnetenhauses von Bolivien gewählt, des Unterhauses der Plurinationalen Legislativen Versammlung Boliviens. Seine Stellvertreterin wurde Celia Quispe Guasco.
Mit Stand 2024 ist Andrés Flores Sekretär des Ausschusses für einheimische indigene Nationen und Völker, Bauern, Kulturen und Interkulturalität sowie des Unterausschusses für Coca.